# فرودگاه تک‌بانده لانگاتاببتی
فرودگاه تک‌بانده لانگاتاببتی (به انگلیسی: Langatabbetje Airstrip) یک فرودگاه همگانی است . این فرودگاه در کشور سورینام قرار دارد .